# Enclisis (geslacht)
Enclisis is een geslacht van insecten uit de orde vliesvleugeligen (Hymenoptera) en de familie Ichneumonidae.

## Soorten
- E. alpicola (Habermehl, 1926)
- E. balcanica Bordera, Kolarov & Mazon, 2007
- E. castellana Bordera, Kolarov & Mazon, 2007
- E. chinensis Schwarz, 1998
- E. dichroma Bordera & Hernandez-Rodriguez, 2003
- E. infernator (Aubert, 1968)
- E. macilenta (Gravenhorst, 1829)
- E. nigricoxis Jonathan, 1999
- E. ornaticeps (Thomson, 1885)
- E. ruficeps (Desvignes, 1856)
- E. ruficoxis Jonathan, 1999
- E. schwarzi Bordera & Hernandez-Rodriguez, 2003
- E. vindex (Tschek, 1871)